# Signe Søes
Signe Søes (født 8. april 1983) er en dansk orienteringsløber og atletikudøver, der løber cross. Hendes største resultat er titlen som europamester i 2014 på mellemdistancen.
Den 4. oktober 2008 kom hun som den første danske kvinde på sejrspodiet ved en World Cup-afdeling, da hun blev nummer to i Zürich i Schweiz på mellemdistancen.
Signe Søes har herudover vundet 13 danske mesterskaber (DM).
I orienteringsløb stiller Signe Søes op for OK Pan Aarhus, men hun har tidligere løbet for Farum OK – i cross løber hun for AGF Atletik. 
Signe Søes stoppede på landsholdet i orienteringsløb efter EM i Portugal (april 2014). Signes Søes' tvillingebror, Rasmus Søes har også været eliteorienteringsløber.

## Resultater i orienteringsløb

### EM i orienteringsløb
Signe Søes opnåede en femteplads ved europamesterskabet (EM) på mellemdistancen i 2008 i Letland. I 2010 vandt Signe Søes individuelt sølv ved EM i Bulgarien.
Signe Søes blev europamester i 2014, idet hun vandt guld på mellemdistancen ved EM i Portugal.

### DM i orienteringsløb
Signe Søes har gennem en 10-årig periode (2005-2014) vundet 13 DM-titler i orientering.
Signe Søes vandt sit første danske mesterskab på den klassiske distance i 2005,  mens hun året efter vandt tre DM-titler (lang- og ultralangdistance samt stafet).
Signe Søes har vundet individuelt DM-guld på såvel langdistancen som på den ultralange distance, den klassiske distance og på mellemdistancen. I alt er det blevet til 21 medaljer på de individuelle distancer i orientering: 11 guldmedaljer, syv sølvmedaljer og tre bronzemedaljer. 
På lang-distancen har Signe Søes vundet to guldmedaljer (2006 og 2011), én sølvmedalje (2013), og én bronzemedalje (2008), mens hun har vundet fire guldmedaljer på den ultra lange distance (2006, 2009, 2011 og 2014) og en sølvmedalje (2013). 
På den klassiske distance har Signe Søes vundet guld én gang (2005). På mellemdistancen har hun både vundet guld fire gange (2008, 2010, 2011 og 2013), sølv (2007), og bronze (2004).
På sprintdistancen har Signe Søes vundet tre sølvmedaljer (2007, 2009 og 2011) og én bronzemedalje).
Signe Søes har sammen med orienteringsløbere fra OK Pan Aarhus vundet guld i stafet (2006 og 2013) henholdsvis sølv (2014). Sammen med orienteringsløbere fra Farum OK vandt Signe Søes bronze (2004).
Medaljeoversigt ved danske mesterskaber
2014
- Guld, Ultralang, (Nørlund Plantage Harrild Hede)
- Sølv, Stafet, (Fovslet)

2013
- Sølv, Lang, (Klinteskoven)
- Guld, Mellem, (Thorsø)
- Sølv, Ultralang, (Fanø)
- Guld, Stafet, (Klinteskoven)

2011
- Guld, Lang, (Gyttegård)
- Guld, Mellem, (Grønholt Hegn)
- Guld, Ultralang, (Bidstrup Gods)
- Sølv, Sprint, (Silkeborg by)

2010
- Guld, Mellem, (Sukkertoppen Færchs Pl)

2009
- Guld, Ultralang, (Harager Hegn Gribskov Nord)
- Sølv, Sprint, (Vordingborg By)

2008
- Guld, Mellem, (Borupskovene Vest)
- Bronze, Lang, (Rømø)

2007
- Sølv, Mellem, (Hørbylunde Syd)
- Sølv, Sprint, (Kolding Motorsportscenter)

2006
- Guld, Lang, (Borupskovene)
- Guld, Ultralang, (Als Nørreskov)
- Guld, Stafet, (Skjoldenæsholm Skov)
- Bronze, Sprint, (Frederiksværkskovene)

2005
- Guld, Klassisk (Brahetrolleborg)

2004
- Sølv, Klassisk, (Rønhøj Oudrup)
- Bronze, Mellem, (Svinkløv)
- Bronze, Stafet, (Haunstrup Plantage)

### Junior-VM i orienteringsløb
Ved Junior-Verdensmesterskaberne (Junior-VM) i Estland (2003) vandt Signe Søes sølv på den korte distance.

### World Cup i orienteringsløb
I 2008 kom Signe Søes ved den 5. runde af  World Cuppen i orientering som den første danske kvinde på sejrspodiet ved en World Cup-afdeling, da hun blev nummer to i Zürich i Schweiz på mellemdistancen. 
Signe Søes blev samlet set nr. 5 i World Cuppen i 2008.

### Andre internationale orienteringsløb
’O’ Meeting Ved ’O’ Meeting i Portugal (2009) fik Signe Søes samlet set en førsteplads (omfattede i alt fire løb).
Venla Signe Søes har også været med til at vinde den årligt tilbagevendende orienteringsstafet Venla i Finland med et dansk stafethold fra OK Pan Aarhus. På hvert stafethold er der fire kvinder. I 2014, hvor Signe Søes løb 2.-turen, var det sammen med Emma Klingenberg, Maja Alm og Ida Bobach.
Tiomila Signe Søes vandt i både 2014 og 2016 den årligt tilbagevendende orienteringsstafet Tiomila med et dansk stafethold fra OK Pan Aarhus. I 2014, hvor Signe Søes løb sidste-turen, var det sammen med Miri Thrane Ødum, Ita Klingenberg, Ida Bobach og Maja Alm. I 2016, hvor Signe Søes løb første-turen var det sammen med Stine Bagger Hagner, Josefine Lind, Ida Bobach og Maja Alm.
I 2010, hvor Signe Søes løb fjerde-turen, vandt hun Tiomila sammen med et svensk stafethold fra IFK Lindingö SOK.

## Resultater i cross
Signe Søes deltager med mellemrum i cross country. Ved DM i cross (2009) vandt Signe Søes guld på kvindernes korte distance (4 km), der blev afviklet i Risskov.

## Andre udmærkelser
Efter afstemning blandt Dansk Orienterings-Forbunds medlemmer er Signe Søes tre gange blevet kåret til ’Årets orienteringsløber’: I 2001, 2003 og 2008.
Men det allerbedste resultat opnåede hun i 2025 på førsteholdet i floorball SSIF 